# 乌古尔语支
乌古尔语支是突厥語系的分支之一，只有楚瓦什语一种语言现存。

## 分支
一般认为匈人语、可萨语、保加尔语、阿瓦爾語、楚瓦什语是其分支，但只有楚瓦什语生存。阿拉伯地理学者说伏尔加河中部突厥语其他突厥人聽不懂，俄国人认为乌古尔语是未分化的原始突厥语。